# Santa Grata inter Vites (Bergamo)
Die römisch-katholische Kirche Santa Grata inter Vites befindet sich in Bergamo, außerhalb der Porta di Sant’Alessandro in Borgo Canale 38 gegenüber der Treppe von San Gottardo. Die heilige Grata war eine christliche Frau, die im 3. und frühen 4. Jahrhundert in Bergamo lebte und hier eine sehr große Verehrung genießt. Neben Santa Grata inter Vites, errichtet inmitten von Weinbergen an dem Ort, an dem die Heilige zunächst bestattet worden war, existiert in Bergamo noch die Kirche Santa Grata in Columnellis an der Via Arena, wohin ihre Gebeine später übertragen wurden.

## Geschichte
Das erste Dokument, das eine Kapelle erwähnt, die der Heiligen gewidmet war, ist das Testament des langobardischen königlichen Hofbeamten (gasindio) Taido aus dem Jahr 774, in dem eine "basilica Sancte Grate" erwähnt wird, gelegen "prope civitate Bergomate" (nahe bei der Stadt Bergamo). In einer Liste der Kirchenvertreter bei der Synode von 1304 findet sich ein "pre Pergaminus de Sancte Grate inter vite" unter den Kirchen von Bergamo, die einer Zählung unterzogen wurden. Im Jahr 1360, als auf Anweisung von Bernabò Visconti Steuern und Abgaben an den Klerus gezahlt und deshalb alle Kirchen und Klöster in Bergamo registriert wurden, ist die capela civitalis Bergami verzeichnet und mit zwei Pfründen verbunden. Als Pfarrkirche wurde Santa Grata im Jahre 1399 eingeweiht, wie aus den Akten der Visitation durch den Mailänder Erzbischof Karl Borromäus vom 24. September 1575 hervorgeht. Zur Zeit des Besuchs von Borromäus genoss die Pfarrei eine Pfründe von 150 Goldscudi jährlich. Sie umfasste 1200 Gläubige, die von sieben Priestern, einem Diakon und fünf Klerikern absque titulo betreut wurden.
Diese ursprüngliche Kirche befand sich auf einem tiefer gelegenen Niveau. Sie wurde zusammen mit der Kirche des Klosters San Gottardo im November 1529 von Söldnern, die Roberto Ambrogio Sanseverino, Conte di Caiazzo, angeheuert hatte, um im Auftrag der Republik Venedig die Befestigungsanlagen der Stadt zu verbessern, stark beschädigt. Die Söldner legten Feuer im Glockenturm, worauf das Dach der Kirche teilweise einstürzte. 1561 wurde die Kirche wieder teilweise in Mitleidenschaft gezogen, als die Mura veneziane, die umlaufende Stadtbefestigung, errichtet wurde. Die Kirche wurde erst 1730 durch Achille Alessandri wieder aufgebaut, wobei die alten Mauern komplett abgerissen und innerhalb von zwei Jahren neu errichtet wurden. 1897 wurde die Kirche um die Kapelle des heiligen Pellegrino Laziosi erweitert.
Die letzten Veränderungen waren die Erweiterung des Chorraums durch Luigi Angelini 1937 und der Anbau einer Sakristei 1961.

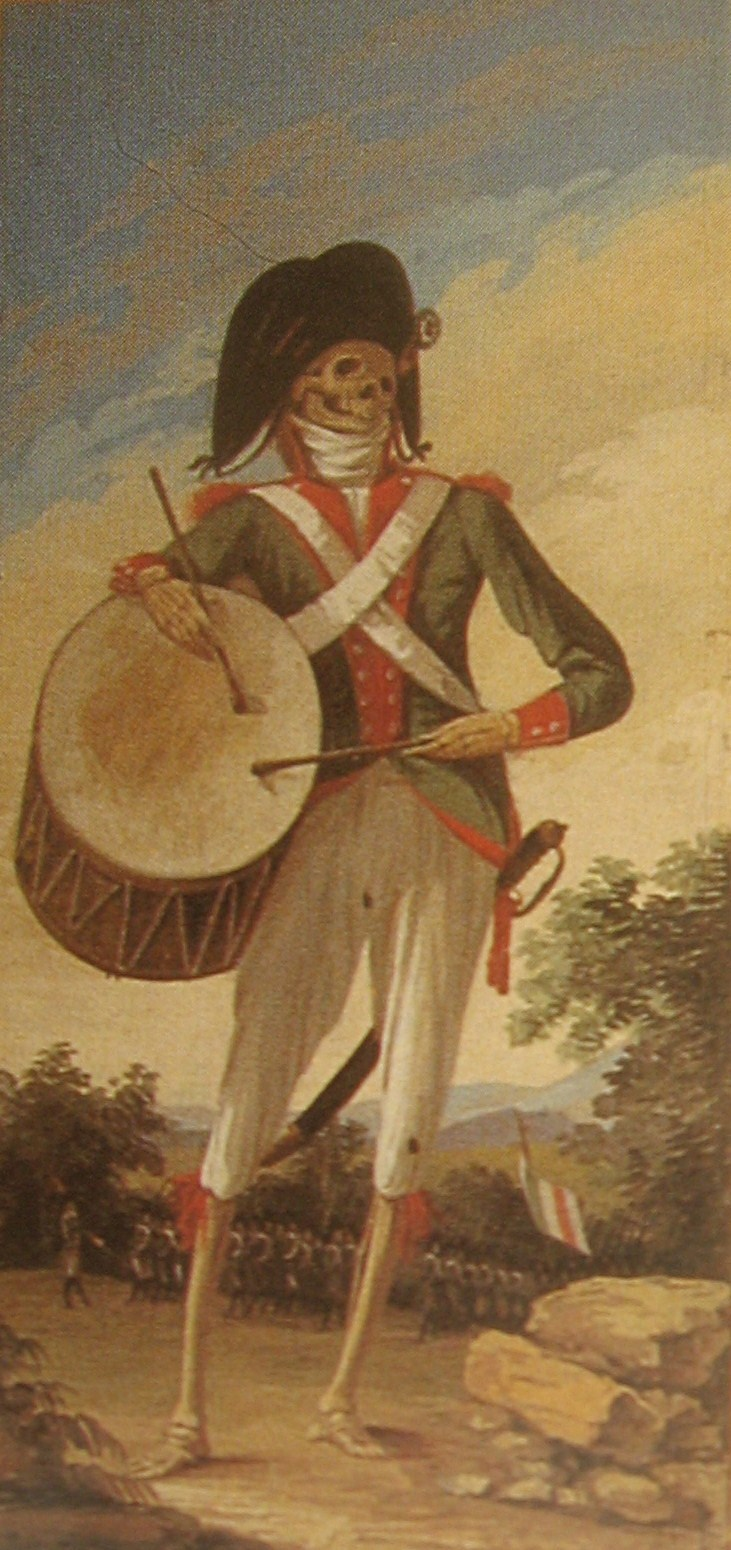
Paolo Vincenzo Bonomini, Der Trommler der Garde der Cisalpinischen Republik

## Beschreibung

### Außenansicht
Die Kirchenfassade ist nach Norden hin ausgerichtet und weist zur Treppe von San Gottardo, die zum gleichnamigen ehemaligen Kloster führt, das 1798 aufgehoben wurde und von dem nur noch der Kreuzgang existiert. Die Fassade ist durch einen großen Rundbogen gekennzeichnet, der von hohen korinthischen Pilastern umrahmt wird. Diese tragen ein flaches Giebeldreieck. Seitlich der Pilaster befinden sich zwei Lisenen, auf denen Statuen der heiligen Grata und ihres Vaters, des heiligen Lupus, stehen. Sie stammen aus der Mitte des 18. Jahrhunderts und sind Werke von Anton Maria Pirovano. Der Glockenturm stammt aus derselben Epoche.

### Kircheninneres
Der Innenraum hat die Form eines griechischen Kreuzes mit einer Zentralkuppel. Diese ist mit einem Fresko von Francesco Polazzo geschmückt, das die Glorie der heiligen Grata darstellt und 1739–1740 geschaffen wurde. Die Pendentifs der Kuppel wurden von Giovanni Riva zwischen 1904 und 1906 freskiert. Das Apsisfresko Die heilige Grata präsentiert die Köpfe der heiligen Alexander und Lupus wurde von Gian Giacomo Barbelli im Jahr 1653 ausgeführt.
An der linken Seitenwand befindet sich über dem Taufstein eine Gedenktafel, die daran erinnert, dass an diesem Ort der Komponist Gaetano Donizetti getauft wurde. Das Original des Taufzeugnisses wird heute im Donizetti-Museum an der Via Arena aufbewahrt.
Den originellen Höhepunkt bilden sechs Gemälde von Vincenzo Bonomini, einem Maler aus Bergamo (* 1757), der in der Nähe der Kirche aufgewachsen ist. Die Gemälde, die in der Art eines Totentanzes gestaltet sind, zeigen: "Ein bürgerliches Ehepaar beim Spaziergang", "Ein Zimmermann auf der Walz", "Ein Trommler der Guardia Nazionale" in der Uniform der kurzlebigen Cisalpinischen Republik, "Zwei Mönche beim Gebet", "Ein Maler, der ein Bild des Todes malt" und "Ein Baurnpaar". Sie können auf 1802 bis 1810 datiert werden und dienten ursprünglich als Dekoration für den Katafalk, der an den Tagen des Totengedenkens Allerheiligen und Allerseelen aufgebaut wurde.
Die Gegenfassade zeigt das Gemälde Geißelung Christi von Marcantonio Cesareo aus dem Jahr 1642, das an das Bild zum gleichen Thema von Enea Salmeggia von 1609 in der Kirche Santa Maria della Passione erinnert, und das Gemälde Das Gebet Jesu am Ölberg, das ursprünglich Chiara, der Tochter von Enea Salmeggia zugeschrieben wurde.